# وان آر. واکر
وان آر. واکر ((به انگلیسی: Vaughn Walker)؛ زادهٔ ۱۹۴۴ (۸۰–۸۱ سال)) از سال ۱۹۸۹ تا ۲۰۱۱ به عنوان قاضی دادگاه منطقه ای ایالات متحده برای ناحیه شمالی کالیفرنیا خدمت می‌کرده‌است.

## تحصیلات و شغل
واکر در سال ۱۹۴۴ در واتسکا، ایلینویز به دنیا آمد. او فارغ‌التحصیل دانشگاه میشیگان با مدرک بی‌ای در سال ۱۹۶۶ و دانشکده حقوق دانشگاه استنفورد با مدرک دکترای حقوق در سال ۱۹۷۰ است. از سال ۱۹۶۶ تا ۱۹۶۷، وی عضو گروه وودرو ویلسون در اقتصاد در دانشگاه کالیفرنیا، برکلی بود.

## خدمات قضایی فدرال
واکر در ابتدا توسط رئیس‌جمهور رونالد ریگان در سال ۱۹۸۷ نامزد داشتن جایگاهی در دادگاه شد. با این حال، این نامزدی در کمیته قضایی سنا به دلیل اختلاف نظر و جنجال در مورد صلاحیت او برای نمایندگی کمیته المپیک ایالات متحده در یک دادخواست که استفاده از عنوان " بازی‌های المپیک همجنسگرایان " را ممنوع می‌کرد، از او پس گرفته شد. دو گروه دوازده نفره دموکرات مجلس نمایندگان به رهبری نانسی پلوسی، نماینده سانفرانسیسکو، با نامزدی او به دلیل عدم توجه او نسبت به همجنسگرایان و فقرا مخالفت کردند.